# Тиранія (гурт)
«Тирані́я» — український музичний гурт, що грає в стилях дум-метал та готичний метал.

## Історія

### 1998–2005
Заснований у грудні 1998 року гітаристом Вишневським Валентином і бас-гітаристом В'ячеславом Пілатом. Перший концертний склад команди: Поліщук Павло — вокал, гітара, клавішні, флейта, Горбатюк Адам — гітара, Пілат В'ячеслав — бас-гітара, Валентин Вишневський — ударні, вокал. В 2003 році склад гурту через складні життєві обставини покинув Горбатюк Адам. Після цього команда ще два роки працювала «втрьох». Через постійні протиріччя в поглядах на творчість у 2005 році «Тиранію» залишив Павло Поліщук.
Після цих втрат в команду запрошується клавішник Ковальчук Роман, ударник виконує партії гітариста, а його місце займає молодший брат Вишневський Олег. В цей час з молодого гурту «Агонія» до «Тиранії» приєднується гітарист Дехтяр Роман.

### 2006–2009
2006 записали дебютний альбом «Передчуття», який виданий у малих кількостях учасниками гурту. У тодішньому складі були: Вишневський Валентин («Генрі») — гітара, Пілат В'ячеслав («Трентон») — бас-гітара, вокал, Ковальчук Роман — клавіші, вокал, Дехтяр Роман («Фуцан») — гітара, Трохлюк Ольга — вокал. Наприкінці того ж року до гурту приєднується вокаліст Богдан Торчило. з 2006 року до 2007 «Тиранія» гастролює вже за межами Рівненської області. В такому складі гурт існує до 2008 року. Команду покинув гітарист Дехтяр Роман, взимку — вокалістка Трохлюк Ольга через сімейні обставини. Навесні 2008 року гурт працював у такому складі: Вишневський Валентин — гітара, Пілат В'ячеслав — бас-гітара, Ковальчук Роман — клавіші, Торчило Богдан — вокал, Тюріна Марія — вокал, Довбуш Богдан — гітара. На десяту річницю був створений офіційний сайт гурту http://tirania.io.ua [Архівовано 25 грудня 2019 у Wayback Machine.].  У 2009 році гурт випустив окремок «Жертвенник».

### 2010–2014
У 2010 гурт покинули вокаліст Богдан Торчило, вокалістка Ольга Гузій та ударник Віталій Попов. Ось як це прокоментував Богдан Торчило:
|  | Так вирішили деякі учасники гурту — клавішник, басист і гітарист, без мене і без інших (вокалістки і барабанщика)… Те що написано на сторінці «Тиранії»: «Вокаліст гурту Богдан Торчило залишив гурт "Тиранія"»,— правдивіше було написати: «Вокаліста гурту Богдана Торчила попросили залишити гурт „Тиранія“». Нові вокалістка і барабанщик підтримали мене і відповіли, що без мене вони грати в «Тиранії» не будуть і теж залишають «Тиранію». Можу розказати більше — до мого приходу в «Тиранію» — в 2006-му — група вже існувала 8 років — з 1998-го. Однак за тих 8 років виступів було приблизно штук 8: разів 3 в Рівному , 1 раз в Дубно , 1 — в Костополі, ну і пару раз в Березному… Групу, крім Березного, знали якийсь невеликий десяток-другий людей, які були на тих концертах і просто знали тільки як факт, що там в Березному є така група… Ніхто, скажімо, не знав і не пам'ятав, скажімо, пісень і т. д. … Коли я прийшов, то крім того, що став вокалістом, ще став менеджером гурту. І за час мого перебування в «Тиранії» виступів за 3 роки відбулось майже 30!!! І майже про всі з них так чи інакше домовлявся чи пробивав я. «Тиранія» стала їздити по області, по Україні! «Тиранія» стала відома, умовно кажучи, на пів-України, знаною по Західній Україні, а в Рівненській області та Рівному стала однією з найулюбленіших українських груп!!! Також свого часу завдяки мені фактично було запрошення на фестиваль в Грецію на крутий фест! Не поїхали, бо греки лише приймали, ставили проживання, але дорога + візи треба було за свій рахунок… однак за цей час були і інші солідні концерти з солідними групами: «RASTA», «Little Dead Bertha», «The Sundial», «HATECRAFT», «Fragile Art», «КОМУ ВНИЗ», «ПОЛИНОВЕ ПОЛЕ», «Natural Spirit», «HELL:ON», «Grimfaith». Ну, а вершиною були безперечно 2 виступи з «DRACONIAN»!!! І на найближчий час я планував і домовлявся про концерти і в області: Рівне, Березне, Острог, Клевань, Радивилів, Дубно, Дубровиця, Костопіль, Володимирець, Кузнецовськ… Крім того, по Україні: Київ, Львів, Житомир, Луцьк, Тернопіль, Ужгород, Івано-Франківськ, Черкаси, Запоріжжя, Кам'янець-Подільський, Бурштин і т. д. Ну і крім того пробивав концерти в Білорусі, Молдові, Росії, Польщі. Але як сказали оті деякі, які тепер «Тиранія»: «Нам НЕ треба твої десятки концертів , і ще десь там їздить за свій рахунок, ми хочем 1-2 концерти в рік, але щоб це був класний концерт, і за який нам заплатять!» Їх задавила жаба, що я більше отримував уваги від людей. Ще мене звинуватили в тому, що тормозився запис нового альбому, нібито, от якраз через концерти, бо на них тратились гроші… Ще звинувачення в мою сторону, що, нібито, я хотів грати лише старий матеріал, а новий ні, що теж повна неправда! Я був повністю за нові речі, просто кожен раз у нас час від часу з'являлись певні нові люди в складі і з ним треба було опрацювати і старий матеріал, що було швидше, бо він вже був готовий!… За мого часу з'являлось 3 нових вокалістки, новий гітарист і новий барабанщик, цим людям треба ж було вивчити матеріал! І нащо це було руйнувати??? Не кажучи вже про те, що я зробив для „Тиранії“ за 3 роки!!! Я вкладав туди не просто зусилля і час, а й душу і серце!!! |

Протягом березня та квітня гурт у неповному складі створював нові композиції. Проте незабаром музиканти визнали свою провину, вибачились і попросили Богдана повернутись назад у «Тиранію». Вокаліст погодився повернутись:
|  | Я прийняв вибачення і, деякий час обдумавши і зваживши певні речі, погодився повернутись в «Тиранію». Я вирішив відставити назад образи та гордість, а на першу чергу поставити творчість! Тож я повертаюсь саме заради творчості і всіх прихильників, для яких останні 3 з половиною роки гурт «Тиранія» асоціювався зі мною як вокалістом, і які були засмучені подіями, які сталися на початку весни. Тож я думаю для багатьох прихильників „Тиранії“ моє повернення буде радісною новиною. |

В гурт повернувся і барабанщик Віталій Попов. Ольга Гузій на прохання Богдана Торчило не повернулася. На її місце прийшла Аліна, яка після першого ж свого виступу покинула «Тиранію». Восени 2010 до гурту прийшла Таня Лотоцька, яка також незабаром покинула його склад. До гурту була запрошена Марія Сінчук. Наприкінці 2012 був виданий другий альбом під назвою «Безкровна муза».
20 січня 2014 року відбулася Інтернет-презентація синглу «Close Your Heart Again», а 10 лютого — кліпу на нього.

## Склад

### Теперішні учасники
- Торчило Богдан — вокал
- Сінчук Марія — вокал
- Вишневський Валентин — гітара, аранжування
- Євтушок Роман — гітара
- Пілат В'ячеслав — бас-гітара
- Ковальчук Роман — клавішні
- Попов Віталій — ударні

### Колишні учасники
- Горбатюк Адам — гітара
- Поліщук Павло — вокал, гітара, клавішні, флейта
- Дехтяр Роман — гітара
- Трохлюк Ольга  — вокал (початок 2006 — кінець 2007)
- Тюріна Маша — вокал (травень — листопад 2008)
- Довбуш Богдан — гітара
- Вишневський Олег — ударні
- Іванчук Люба — вокал (березень — жовтень 2009)
- Гузій Ольга — вокал (грудень 2009)
- Аліна — вокал
- Лотоцька Тетяна — вокал (осінь 2010)

## Дискографія
- 2006 — альбом «Передчуття»
- 2009 — сингл «Жертвенник»
- 2012 — альбом «Безкровна муза»
- 2014 — сингл «Close Your Heart Again»

## Відео
- 2014 — «Close Your Heart Again» [Архівовано 30 червня 2014 у Wayback Machine.].